# بيل ك. بيلامي
بيل ك. بيلامي (بالإنجليزية: Bill C. Bellamy)‏ هو سياسي أمريكي، ولد في 9 ديسمبر 1949 في غولدنديل في الولايات المتحدة. حزبياً، نشط في الحزب الجمهوري. وقد انتخب عضو مجلس نواب أوريغون.